# Vladimír Labant
Vladimír Labant (* 8. června 1974, Čadca) je bývalý slovenský fotbalista, obránce, reprezentant Slovenska. Za slovenskou reprezentaci odehrál v letech 1999–2004 27 utkání a vstřelil 2 góly.

## Klubová kariéra
Hrál za MŠK Žilina (1992–1995), Duklu Bánská Bystrica (1993–1994, 1996–1997), 1. FC Košice (1995–1996), Slavii Praha (1997–1999), Spartu Praha (1999–2001, 2002–2004), West Ham United (2002), Admiru Mödling (2005), Rapid Vídeň (2005) a Spartak Trnava (2006–2007). Se Spartou získal čtyřikrát titul mistra české ligy (2000, 2001, 2003, 2005), Se Slavií vyhrál roku 1999 český pohár. Roku 1999 vyhrál anketu Fotbalista roku o nejlepšího fotbalistu Slovenska. Byl prvním Slovákem, který si zahrál Ligu mistrů (v dresu Sparty, celkově sehrál v Lize mistrů 29 utkání a vstřelil 5 gólů). Jeho kariéru přerušilo několik vážných zranění, nejvážnější byla zlomenina nohy po srážce se spoluhráčem Petrem Gabrielem v derby SK Slavia Praha-AC Sparta Praha roku 1999. 